# Японські пірати
Японські пірати — члени збройних формувань, які займалися контрабандною торгівлею, охороною морських перевезень, а також розбоєм у морях Східної Азії 14 — 16 століття.
В історіографії вирізняють дві групи піратів залежно від регіону їхньої активності. Перша група діяла у 13—16 століттях біля узбережжя Кореї і Південного Китаю. Її представників називають «японськими розбійниками» або вокоу. Початково ця група формувалася за рахунок японців, але згодом поповнювалася переважно південними китайцями. Друга група діяла в районі берегів Японського архіпелагу. Члени цієї групи утворювали громади, які називалися «флотиліями» або суйґу́н, а їхні вояки — «піратами», «вартовими» чи «гребцями». Ця група складалася переважно з японців.

## Вокоу

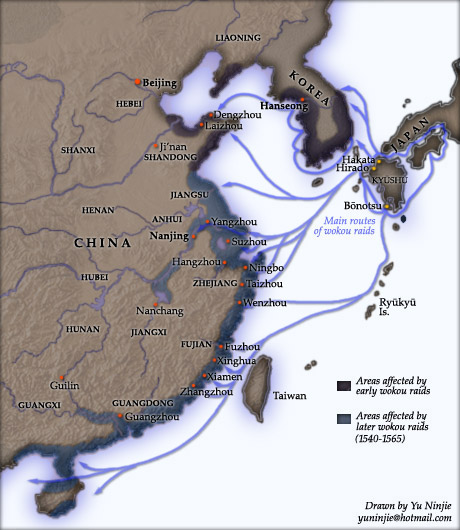
Карта набігів ранніх і пізніх вокоу.

### Раннівокоу
Початково вокоу був терміном середньовічних китайських та корейських істориків, яким окреслювали японські військові формування, незалежно від роду військ. Найстаріша згадка про вокоу датується 414 роком і знаходиться у тексті стели, що була спорудження на пам'ять когурьоського вана Квангетхо. У ній під вокоу розуміються війська давньояпонської держави Ямато, які воювали проти когурьосців на Корейському півострові, допомагаючи місцевій корейській державі Пекче.
Перші відомості про вокоу як японських піратів датуються 13 століттям. У «Історії Корьо» під 1223 роком згадується, що японці, які прибули на човнах, здійснили розбійний напад на узбережжі Корейського півострова. Водночас, у японських джерелах повідомляється, що у 1232 році мешканці Північного Кюсю побували у Корьо і силою вивезли звідти дорогоцінні скарби. Однак звістки у хроніках про масштабні напади вокоу на Корею датуються лише серединою 14 століття, коли японські пірати почали майже щорічно нападати на корейські прибережні поселення.
Головною метою набігів вокоу було здобуття рису, тому насамперед вони атакували корейських перевізників рису і рисові комори. Додатковими цілями піратських нападів були пограбування корейського населення, полювання за рабами, вивіз корьосців до Японії і Рюкю. Уряд корейської держави Корьо намагався зупинити набіги вокоу шляхом делегування послів до японського Імператорського двору, відрядженнями каральних флотів, а також сплатою великих викупів за вивезених співвітчизників, проте проблема залишалася невирішеною.

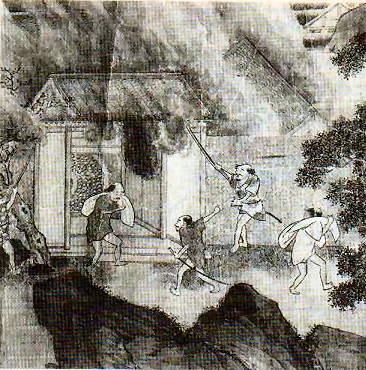
Набіг вокоу. Грабування рисової комори (14 століття).

Серед членів вокоу 14—15 століття переважали японці. Це були вихідці з дуже бідних провінцій Північного Кюсю та Цусіми, яких очолювали місцеві сільські голови, урядники і земельні голови. Часто до таких піратських груп залучалися ватаги японських злочинців або озброєних купців, а також представники корейських соціальних низів — кожум'яки, лозарі, артисти та акробати, які зневажалися у традиційному корейському суспільстві.
У 1392 році в Кореї замість династії Корьо постала династія Чосон, яка посилила обороноздатність країни, але обрала м'якший курс щодо вирішення проблеми вокоу. Новий корейський уряд провів детальне дослідження соціальної структури піратських ватаг і спромігся розколоти їх шляхом надання різних привілеїв ватажкам. Провідники вокоу отримали корейські військові ранги, одяг і житло, а купці, які вимушено приєднувалися до піратських виправ, здобули право офіційно торгувати з Кореєю. Проти решти піратів, які продовжували займатися розбоєм, корейці провели масштабну військову операцію. У 1419 році 17-тисячна корейська армія вторгалася на острів Цусіму, який вважався базою вокоу. У ході операції корейці винищили значну частину мешканців острова, але у битві при Нукадаке потрапили у засідку островитян-піратів під проводом Со Садаморі і зазнали великих втрат. Конфлікт завершився того ж року підписанням миру, за яким володар Цусіми, рід Со, обіцяв припинити набіги на Корею і сприяти ліквідації залишків вокоу в обмін на поставки корейського рису.
Поступова нормалізація корейський-японських стосунків сприяли переорієнтації японських піратів на Китай. З кінця 14 століття вокоу з північних і західних районів острова Кюсю стали нападати на прибережні володіння династії Мін. У зв'язку з цим китайський імператор Чжу Юаньчжан посилив прибережну охорону і розпочав переговори з японським Імператорським принцом Каненаґою, якого визнав «ваном Японії» і від якого вимагав ліквідації піратських ватаг. Проте принц не мав реально влади, тому потуги китайців були безрезультатними. Через це син Юаньчжана, імператор Чжу Ді, розпочав діалог з самурайським урядом Японії, сьоґуном Асікаґою Йосіміцу, який після отримання китайського титулу «вана Японії» спромігся пацифікувати західнояпонських вокоу.

### Пізнівокоу

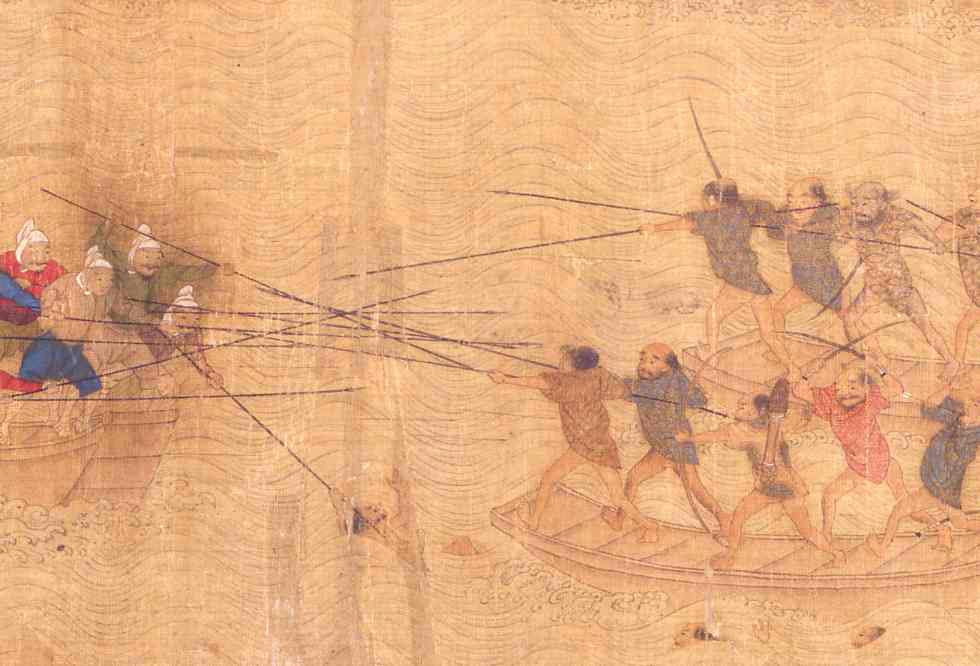
Бій вокоу (праворуч) з китайськими військами (ліворуч).

У 16 столітті, у районах південного Китаю та південних морів знову почали діяти ватаги піратів, яких називали по-старому — вокоу. Найбільшу активність вони проявляли впродовж 40 років, починаючи з 1522 року. Особливістю цих «японських піратів» було те, що японців серед них майже не було, а основну частину складали китайці, а також португальці, які вперше з'явилися у Південно-Східній Азії у той час.
У династії Мін, від часів першого імператора Чжу Юаньчжана, існувала заборона на виїзд з Китаю та ведення приватної торгівлі із закордоном, проте дотримуватися цієї заборони у 16 столітті, коли китайська економіка переживала бум, було вкрай важко. Через це у віддалених від центрального уряду районах, переважно південнокитайських провінціях, за сприяння місцевих чиновників та знаті сянчао розвинулася контрабандна торгівля. З китайськими контрабандистами активно співробітничали португальські купці, які не мали офіційного дозволу на торгівлю з Китаєм, а також японські торговці, які прагнули купувати китайські товари, переважно шовк, в обмін на срібло, яке у великих кількостях видобувалося у Японії. Китайський уряд називав усіх цих осіб «японськими піратами».
Вокоу здійснювали активну контрабандну торгівлю у портах Чжию та Ліцан провінції Чжецзян. Після того як китайські урядові війська зруйнували ці осередки, контрабандисти перенесли свої бази до Японії, на острів Кюсю, звідки почали нападати на китайське узбережжя. Ватаги вокоу не були добре організованими і не мали єдиного керівництва. Але частина з них змогла сформувати великий флот під проводом китайського купця Ван Чжи, оплот якого знаходився у японському Хірадо та островах Ґото. У 1543 році, разом із португальцями, він прибув на японський острів Танеґасіма, де вперше познайомив японців з вогнепальною зброєю. Ван часто виступав як посередник між купцями-контрабандиствами і захищав їх від китайських військ на морі. Династія Мін не могла впоратися з його силами і спробувала заманити піратського лідера обіцянкою про помилування у випадку повернення на батьківщину. Ван повернувся в Китай, але був арештований і страчений на горло у 1559 році.
Серед японців, які брали участь у виправах пізніх вокоу, були вихідці з провінцій Сацуми, Хіґо, Наґато, Хюґи, Сеццу, Тікудзену, Харіми, Кії, Ідзумі, Осумі, Будзену та Бунґо. Їхні човни випливали навесні з островів Ґото або Сацуми, минали острови Рюкю і Тайвань, і прибували до узбережжя китайських провінцій Гуандун і Фуцзян, та області Цзяннань.
На середину 16 століття Мін провела ряд успішних операцій проти вокоу під проводом Ху Цзунсяня, Ці Цзігуана та Ю Даю. Проте піратські напади не припинялися, тому у 1567 році китайський уряд послабив 200 літню заборону і дозволив мешканцям південно-китайських областей торгувати у південних морях. Цей крок одразу вирішив проблему вокуо, ватаги яких поступово саморозпустилися. В ході пошуків розв'язання проблеми «японських піратів» китайці провели масштабні дослідження з вивчення Японії, які змінили їхні уявлення про цю країну і піратський рух зокрема.
Хоча пірати вокоу припинили своє існування у середині 2-ї половини 16 століття, термін вокоу продовжує активно випростовуватись китайською і корейською історіографіями та засбами масової інформації як негативне кліше для позначення японських військ, японського уряду і японців, зокрема.

## Суйґун

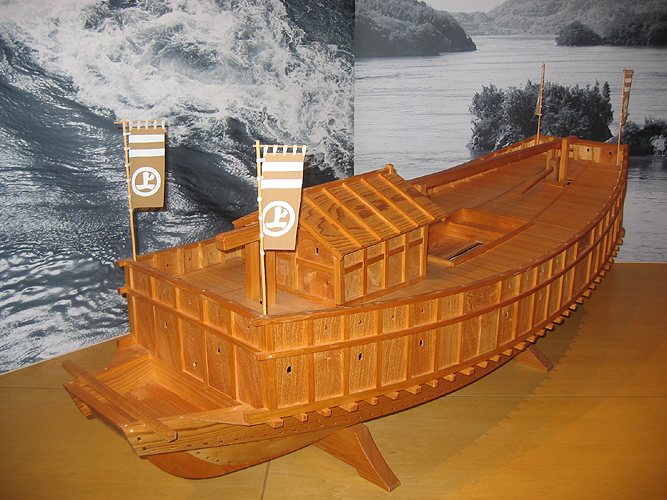
Макет бойового корабля японських «піратів» флотилії Муракамі, аналог європейської галери.

Японські пірати, які діяли у прибережних водах Японського архіпелагу, переважно в акваторії Внутрішнього Японського моря, називаються суйґунами, дослівно — «флотиліями». Одні з найстаріших згадок про них пов'язані з діяльністю Фудзівари но Сумітомо та морською смутою 936—941 років. Піратські загони відіграли також важливу роль у війні Мінамото і Тайра 1180—1185 років. Проте розквіт суйґунів припадає на початок 15 століття, коли вони були прийняті на службу регіональними володарями сюґо як морські вартові у Внутрішньому Японському морі. Завданням цих організацій «морських самураїв» була охорона транспортних кораблів і торгових суден, які пливли до Китаю. Найбільшими суйґуни були рід Муракамі з острова Інносіма, що діяв під патронажем військових губернаторів провінції Бінґо з роду Ямана; а також роди Кібе, Томіку та Кусікі з півострова Кунісакі, відомі як флотилія Отомо, що була залежна від губернаторів провінції Бунґо з роду Отомо.
У 16 столітті, у період Сенґоку поряд зі старими суйґунами, що виконували функції берегової охорони, розпочалось формування нових під егідою провінційних володарів даймьо. Найвідомішими з них були морські загони роду Морі з Акі та роду Такеда з Кай, а також піратські ватаги роду Отомо з Бунґо і роду Ґо-Ходзьо з Саґамі.
У 1541–1550 західнояпонський рід Морі виділив для бажаючих вступити на флот землі в районі сучасних Хіросіми і Хацукаїті, і спромігся сформувати морське з'єднання під своєю безпосередньою командою. В ході родових земель цей рід передав новоствореному суйґунові під базу острів Ясіро в повіті Осіма провінції Суо. Морі протистояв рід Отомо, який хоча й мав старий флот, але заходився створювати новий з числа своїх прямих васалів, які проживали на узбережжі провінції Бунґо. Головою цього суйґуну став рід Вакабаясі, який мав базу у приморській місцевості Іссякуя у волості Саґа. У 1558–1570 роках східнояпонський рід Ґо-Ходзьо запросив з провінції Кії піратський рід Кадзівара, для формування власного суйґуну. У 1573–1592 роках вони постійно отримували землі від свого господаря для набору моряків. Так само у організації власного флоту був зацікавлений рід Такеда, який після завоювання провінції Суруґа запросив зметою створення суйґуна піратський рід Обама.
Після об'єднання Японії силами Тойотомі Хідейосі у 1588 році було видано указ про заборону піратства. Старі і нові суйґуни, що промишляли розбоєм розпускалися, а родові флотилії отримували статус місцевих морських патрулів. У 1590-х роках на основі колишніх піратських команд японський уряд сформував державний флот. Він брав участь у вторгненнях Хідеойсі до Кореї у 1592–1598 роках, але особливими перемогами не відзначився. Чимало представників піратських родів, таких як Тодо, Вакідзака і Като, отримали статус регіональних володарів даймьо і були інкорпоровані до японської виконавчої вертикалі.
У 17 — 19 століттях, у період Едо, колишні суйґуни займалися переважно транспортними перевезеннями за дорученнями ханів. Проте з настанням реставрації Мейдзі 1868 року та створенням загальнояпонського Імперського флоту у 1869 році були розпущені.